# لوانغ نامثا
لوانغ نامثا، م. نالي، (لاو:ຫລວງນໍ້າທາ) ، (إنجليزية:Luang Nam Tha) هي عاصمة مقاطعة لوانغ نامثا الواقعة شمال لاوس. وتقع المدينة على نهر نامثا.
وتعد لوانغ نامثا أكبر مستعمرة في شمال غرب لاوس، شمال لوانغ برابانغ ومن أشهر الوجهات السياحية وتتواجد فيها قاعدة للرحلات وركوب الدراجات إلى القبائل في الهضاب المحيطة. ويتواجد متحف لوانغ نامثا في البلدة.

## التاريخ
حاربت قوات من جيش لاو الملكي جيش فيتنام الشعبي في شهر كانون الثاني إلى آيار سنة 1963 واطلق عليها معركة لوانغ نامثا. وانتهت المعركة مع تراجع جيش لاو الملكي 150 كم جنوباً عبر نهر الميكونغ.

## التقسيم الإداري
تضم المقاطعة خمس مناطق:
لونق (3-03)
نالي (3-05)
نامثا (3-01)
سينق (3-02)
فينغ فوكا (3-04)

## وسائل النقل
في موسم الأمطار يمكن الوصول إلى لوانغ نامثا عن طريق القوارب مرورا بنهر ميكونغ. وتتصل لوانغ نامثا بكل من الحدود التايلاندية خاي\ تشيانج خونج بواسطة الطريق السريع 3 (197كم، 122ميل ) وبالحدود الصينية بوتين\ مينغلا (60كم (37 ميل))

## المعرض

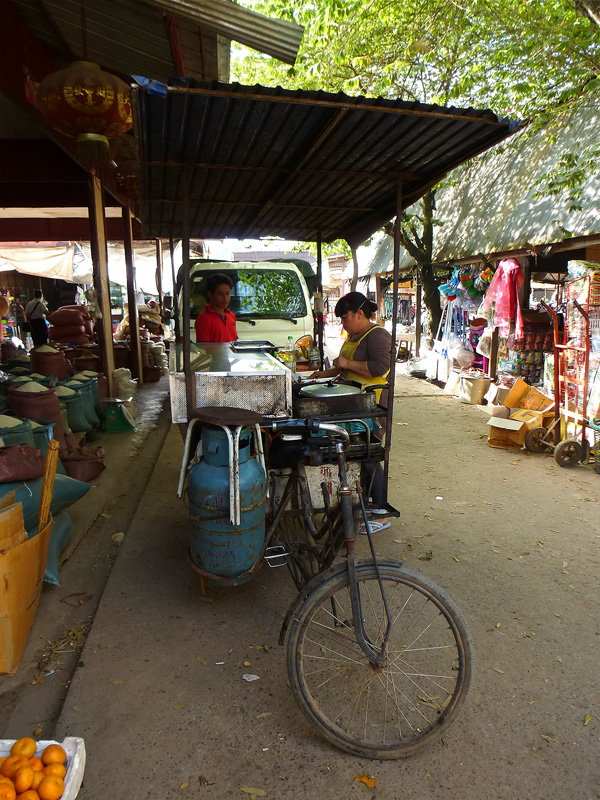
سوق النهار
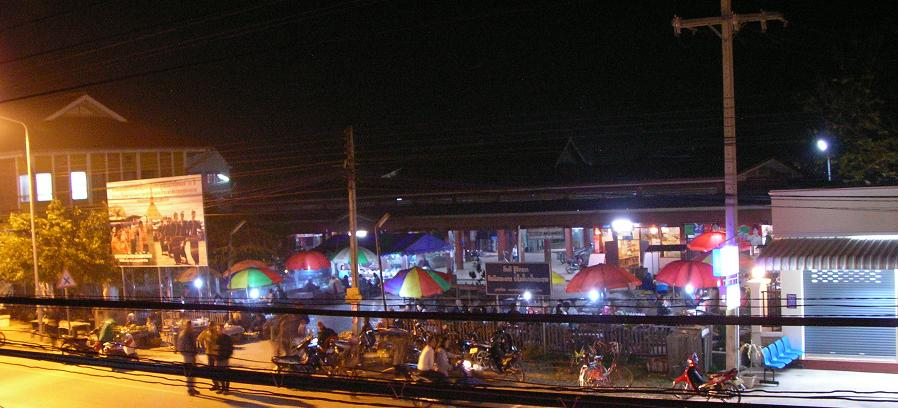
السوق الليلي
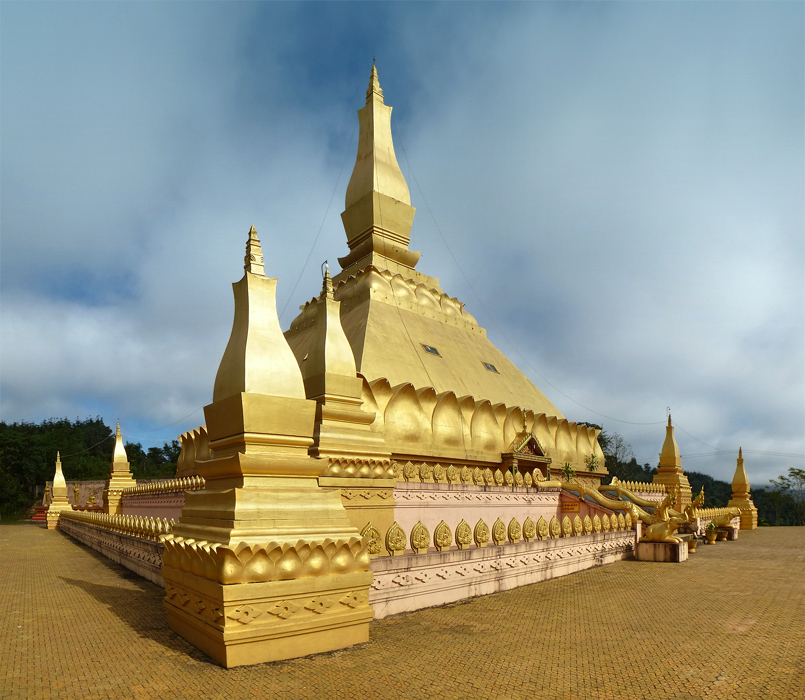
عمود لوانغ نامثا
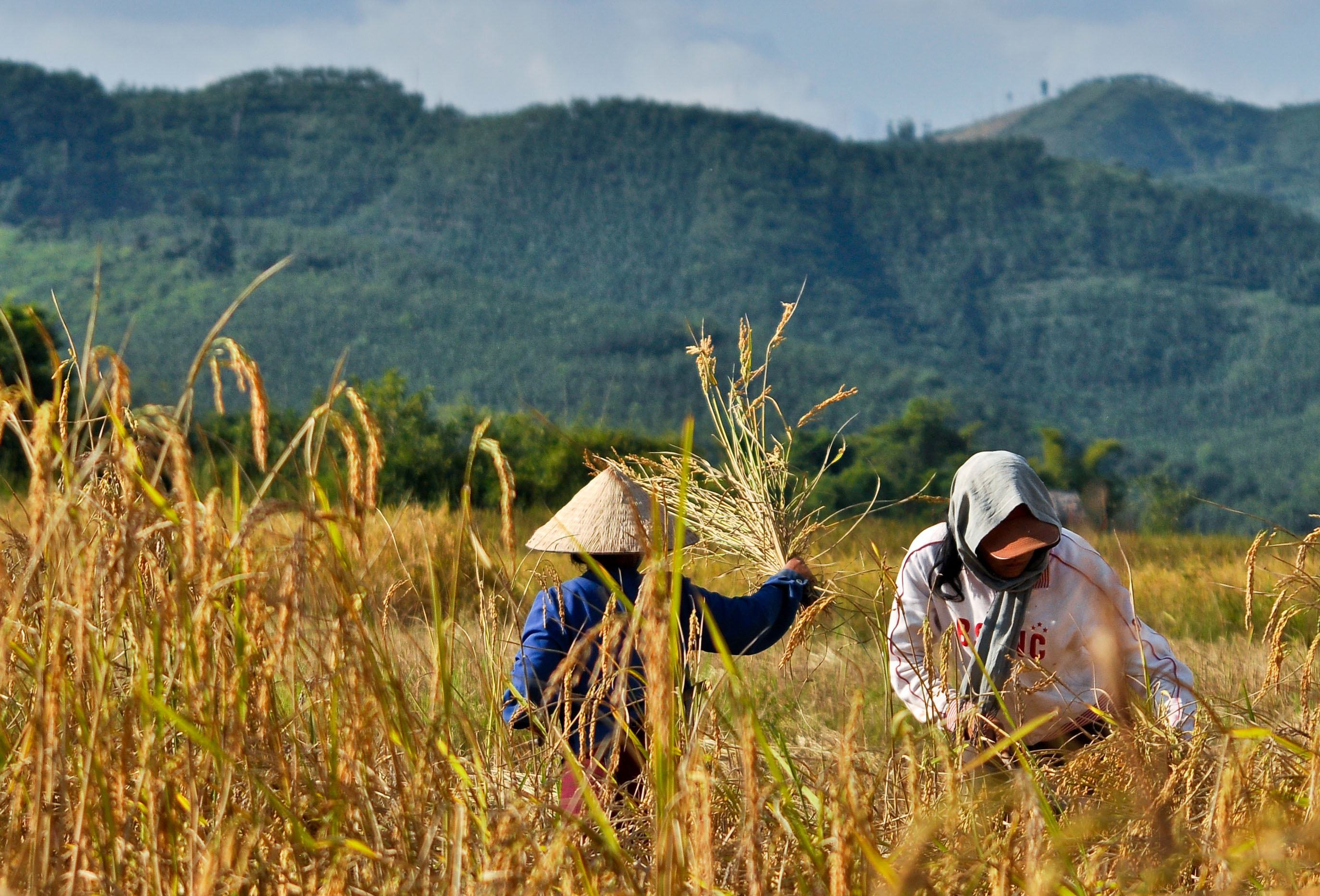
حصد الارز
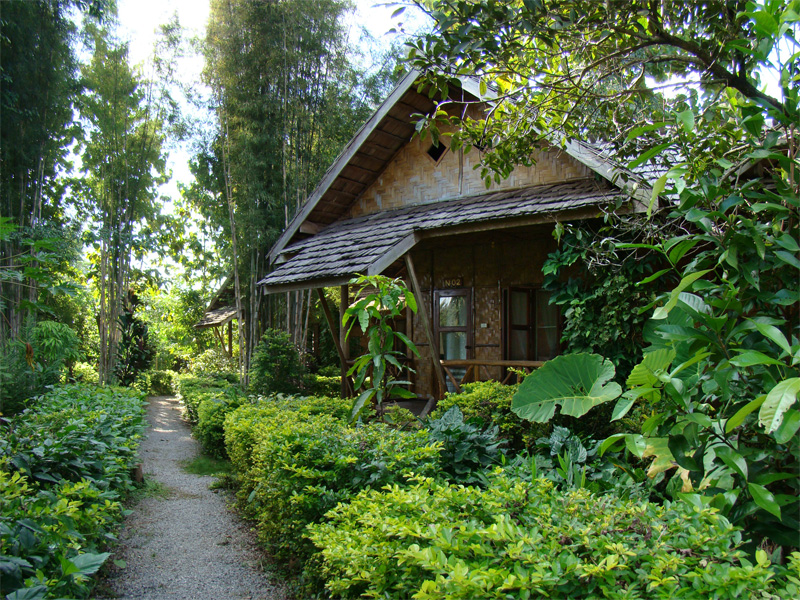
دار ضيافة على ضفة النهر

## وصلات خارجية
- Luang Namtha travel guide from Wikivoyage
- Biodiversity Profile for Luang Namtha Province, 2003
- Ethnic diversity in Luang Namtha - Laos
- Facebook photo gallery